# Tiger Energy
Tiger Energy (от английски: „Тигърска енергия“) е безалкохолна енергийна напитка. Пусната е на пазара през 2003 г.
Помага при повишено физическо или умствено натоварване. Напитката съдържа витамини от група B, таурин, кофеин. Предлага се в няколко вкусови варианта:
- Tiger Classic с вкус на обикновена енергийна напитка (250 и 500 милилитра)
- Tiger Blue Screen с вкус на ябълка (250 милилитра)
- Tiger Raspberry Mania с вкус на малина (500 милилитра)
- Tiger Cactus Attack с вкус на кактус (500 милилитра)
- Tiger Bubble Gum с вкус на дъвка (500 милилитра)
- Tiger Gangsta Cola с вкус на кола (500 милилитра)
- Tiger UFO с вкус на ябълка и грозде (500 милилитра)
- Tiger Hyper Banger с вкус на ябълка и грозде (500 милилитра)
- Tiger Hyper Splash с вкус на екзотични плодове (500 милилитра)

Произвежда се от „Маспекс Вадовице Груп“ (Maspex Wadowice Group), Полша и нейната дъщерна компания „Тимбарк България“ ЕООД в България. Наименувана е на Дариус Михалчевски-Тигъра, полски боксьор.